# Reke na Norveškem
Sledi 19 najdaljših norveških rek, razvrščenih po dolžini:
1. Glomma, 600 km
2. Pasvikelva in Ivalo, |360 km (109 km na Norveškem)
3. Numedalslågen, 352 km
4. Gudbrandsdalslågen in Vorma, 351|km
5. Tana, 348 km
6. Drammensvassdraget (Drammenselva, 301 km
7. Skiensvassdraget, 251 km
8. Begna, 250 km
9. Otra, 245 km
10. Trysilelva, 233 km
11. Altaelva, 229 km
12. Namsen, 228 km
13. Hallingdalselva in Snarumselva, 220 km
14. Arendalsvassdraget (Nidelva (Aust-Agder)), 209 km
15. Orklaelva, 171 km
16. Renaelva, 165 km
17. Vefsna, 163 km
18. Karasjohka, 155 km
19. Nea-Nidelvvassdraget, 152 km

## Druge reke
Nekatere druge reke so še:
- Reisa	127 km
- Anárjohka	106 km
- Telemarkkanal	105 km
- Røa  100,64 km
- Audna	55 km
- Drammenselva	48 km
- Vorma	30 km
- Etna
- Lygna
- Nausta
- Rauma		76 km
- Ranelva	130 km
- Saltelva	78 km
- Beiarelva	56 km
- Skjoma		71 km
- Lakselva	103 km
- Børselva	76 km
- Komagelva	45 km
- Neidenelva	100 km
- Repparfjordelva